# Tetyń (przystanek kolejowy)
Tetyń – nieczynny przystanek kolejowy w Tetyniu w województwie zachodniopomorskim, w Polsce.